# Alphonse Indelicato
Alphonse „Sonny Red“ Indelicato (* 25. Februar 1931 in New York City; † 5. Mai 1981) war ein Mobster der New Yorker Mafiafamilie Bonanno und hatte die Stellung eines Capo inne. Einer großen Öffentlichkeit wurde er durch die Arbeit des Undercoveragenten Joseph Pistone alias Donnie Brasco bekannt. Er wurde im Rahmen eines familieninternen Machtkampfes 1981 ermordet.

## Leben

### Familie
Indelicatos Familie stammte aus Sizilien, aus der Provinz Agrigento. Er war der Schwiegervater des Bonanno-Associate Salvatore Valenti und Ex-Schwiegersohn des Bonanno-Capo Charles Ruvolo.
Indelicato war verwandt mit Gerald Thomas Indelicato, einem Berater des Gouverneurs von Massachusetts, Michael Dukakis, und Giuseppe Indelicato, einem Heroin-Dealer. Indelicato war in erster Ehe mit Ruvolos Tochter verheiratet, mit der er seinen Sohn Anthony „Bruno“ Indelicato hatte. Indelicato heiratete später Margaret Elizabeth McFhadden, aber die beiden entfremdeten sich später. Indelicato führt seinen Sohn bereits in jungen Jahren in die organisierte Kriminalität ein. Vater und Sohn arbeiteten zusammen in der Bonanno-Familie.

### Habitus
Er wurde in New York City im Stadtteil Little Italy (Manhattan) geboren und war ein stämmiger Mann mit breiten Schultern und dunklen Haaren. Auf seinem linken Arm hatte er eine Tätowierung von zwei Herzen und einem Dolch und eine zweite Tätowierung: "Holland 1945." Die Bedeutung des zweiten Tattoos ist unklar. Er bevorzugte helle, grelle Freizeitkleidung, orange T-Shirts, leuchtend rote Shorts, Baseball-Jacken, gestreifte Trainingsanzüge, mehrfarbige Socken und blaue Jeans.
Indelicato war besonders angetan von einem Paar maßgeschneiderter roter Leder-Cowboystiefeln, die Grund für seinen Spitznamen „Sonny Red“ sein sollen. Andere Gangster beschrieben Indelicato als rechthaberisch, charismatisch und großspurig. Indelicato war ein gewalttätiger Mann, er schlug einmal einen Eispickel durch die Brust eines Opfers, und nagelte damit den Körper derartig auf dem Boden fest, dass ein Wagenheber zur Entfernung herangezogen werden musste.

### Karriere
Im Jahr 1950 wurde Indelicato in New York wegen des Besitzes von Heroin verurteilt und saß sechs Monate im Gefängnis. Am 26. Dezember 1951 nahm Indelicato an einer Schießerei in einem Social club teil, bei der ein Mensch getötet wurde und weitere verletzt wurden. Das verwundete Opfer identifizierte Indelicato später als den Schützen. Indelicato wurde des Mordes und des versuchten Mordes für schuldig befunden und zu 12 Jahren verurteilt, die er im Staatsgefängnis Sing Sing absaß. Im Jahr 1966 wurde Indelicato aus dem Gefängnis entlassen und ihm wurden Bewährungsauflagen auf Lebenszeit auferlegt.
In den nächsten 15 Jahren baute Indelicato eine starke Machtbasis in der Familie Bonanno auf. Er sammelte Männer um sich, die mit dem Boss Philip Rastelli unzufrieden waren. Dieser hatte im Jahre 1979 den Bonanno-Boss Carmine Galante ermorden lassen, da dieser versucht hatte, seinen Machtbereich auszudehnen, was den Unmut der anderen New Yorker Familien zur Folge hatte. Seine Ermordung hinterließ ein Machtvakuum in der Familie.
Indelicato konnte auf die Unterstützung von mindestens vier Bonanno-Capos zählen. Indelicato stand in Opposition zu den Capos Joseph Massino und Dominick „Sonny Black“ Napolitano.
Indelicato hatte sich eine solide Machtbasis geschaffen, um die Macht in der Familie zu übernehmen. Auch knüpfte er gute Beziehungen zu den anderen Fünf Familien von New York, darunter hochrangige Mitglieder der Colombo-Familie. Indelicato und seine Rivalen in der Bonanno-Familie hatten von der Verbindung zu Heroin-Dealern aus Montreal profitiert. Ende 1980 oder 1981 hatte Indelicato angeblich Heroin im Wert von 1.500.000 US-Dollar von Gerlando Sciascia und Joseph LoPresti erhalten. Zum Zeitpunkt seiner Ermordung wurde Indelicato wegen seiner mutmaßlichen Rolle bei der Tötung des Colombo-Capos Joey Gallo (1972) observiert.

### Derthree capos murder
Nachdem Philip Rastelli 1979 die Macht in der Familie übernommen hatte und Boss geworden war, war die Familie in zwei Fraktionen gespalten: Die in den USA Geborenen auf der einen und die sizilianischen Einwanderer (Zips) auf der anderen Seite, die sich um Alphonse Indelicato scharten. Am 5. Mai 1981 wurden die drei rebellischen Capos der Zips-Fraktion, Indelicato, Philip Giaccone und Dominick Trinchera, in Dyker Heights, Brooklyn in eine Falle gelockt und ermordet. Damit war die Rebellion niedergeschlagen. Indelicatos Sohn Anthony „Bruno“ Indelicato war auch eingeladen worden, aber er blieb dem Treffen fern.
Laut Aussage Pistones waren die verantwortlichen Mörder: Dominic Napolitano, John Cersani, Joe Massino, Salvatore Vitale, Joseph DeSimone, Nicholas Santora, Vito Rizzuto, Louis Giongetti, Santo Giordano und Gerlando Sciascia. Ruggiero und Cersani standen Schmiere und waren für die Leichenbeseitigung zusammen mit Napolitano, James Episcopia und Robert Capazzio verantwortlich.
Indelicato soll bereits eine Vorahnung gehabt haben und einigen seiner Männer geraten haben, dem Treffen fernzubleiben. Sie sollen sich am Tag der Morde auf Indelicatos Territorium Staten Island verteilt haben.

### Nachlass
19 Tage nach den Morden fanden spielende Kinder Leichenteile in einem Müllberg in Ozone Park, Queens. Anhand von Fingerabdrücken konnte Indelicato identifiziert werden. Giaccone und Trinchera wurden erst 2004 gefunden.
2004 gab der Informant Sal Vitale an, dass Massino mehrere Morde in Auftrag gegeben hatte; darunter auch den three capos murder. Sein Sohn, der zunächst vor den Bonnanos nach Florida geflohen war, wurde später begnadigt und wurde später sogar ein Capo der Familie.

## Adaptionen
Indelicato wurde als Sonny Red in dem Film Donnie Brasco von Robert Miano dargestellt. Der three capos murder wird dort etwas abgeändert dargestellt. Er fand, anders als im Film, in einem Restaurant und nicht in dem Keller eines Privathauses statt.